# Кайрамбаев, Жумакын Кожакынович
Жумакын Кожакынович Кайрамбаев (каз. Жұмақын Қожақынұлы Қайрамбаев; 8 марта 1953, Кульджа, Синьцзян, Китай) — казахстанский художник, живописец, скульптор, заслуженный деятель Казахстана (2013). Член Союза художников Республики Казахстан (с 1985 года).
Один из лучших художников Казахстана, профессионально владеющий пластическо-образной живописной системой и разнообразием композиционных приемов.

## Биография
Родился 8 марта 1953 года в городе Кульджа Китайской Народной Республики.
В 1970 году поступил в Алма-Атинское художественное училище, окончил его в 1975 году.
С 1975 по 1981 год являлся студентом Института имени Репина (кафедра живописи, педагог — Герой Социалистического Труда, народный художник СССР, профессор Е. Е. Моисеенко).
С 1981 года по настоящее время — преподаватель, профессор кафедры «Живопись» Казахской Национальной академии искусств имени Темирбека Жургенова.
Жумакын Кайрамбаев органично и выразительно объединяет традиционное национальное мировидение и современный художественный контекст. Его творчеству присущи поэтическая метафора, глубокие философские размышления и эмоциональные переживания.

## Награды и звания
- 2007 — Медаль «Ерен Еңбегі үшін» (За трудовое отличие)[2]
- 2008 — Звания «Почётный работник образования Республики Казахстан» (МОН РК)
- 2011 — Первая премия в конкурсе художественных произведений, посвященном 20-летию независимости Республики Казахстан.
- 2013 — Указом президента Республики Казахстан от 7 декабря 2013 года награждён почётным званием «Заслуженный деятель Республики Казахстана» — за выдающиеся заслуги в области изобразительного искусства.[3]
- 2014 — «Золотой значок» в конкурсе художественных произведений, посвященном 110-летию А.Кастеева".
- 2015 — Академик Национальной академии живописи Кыргызской Республики.
- 2016 — Медаль «25 лет независимости Республики Казахстан»[4]
- Звания «Заслуженный деятель издательской полиграфии Республики Казахстан» и др.